# Anatoli Alexejewitsch Dudorow
Anatoli Alexejewitsch Dudorow (russisch Анатолий Алексеевич Дудоров; * 3. Dezember 1915 in Moskau; † 23. Januar 1997 ebenda) war ein sowjetischer Schauspieler und Filmregisseur.

## Biografie
Anatoli Dudorow war der Sohn von Alexei Gerassimowitsch Dudorow und Agafa Tichonowna, geb. Odinokowa. Nach dem Schulabschluss 1930 ließ er sich bis 1933 im Dynamo-Werk zum Elektromonteur ausbilden. Nach zwei Jahren beim Konzern Elektroprom wechselte Dudorow als Beleuchter zum Mosfilmstudio. Dort entwickelte er Interesse für das Schauspiel und begann 1940 eine Ausbildung an der Schtschepkin-Theaterhochschule, wo Ilja Sudakow sein Lehrer war. Zu Dudorows Kommilitonen gehörte Ljudmila Ljulko. 1944 erlangte der Moskauer seinen Abschluss und trat im Juni 1945 in das Theaterstudio der Kinodarsteller ein, wo er zunächst als künstlerischer Leiter wirkte. 1946 begann seine dortige Schauspiellaufbahn mit Michail Swetlows Stück Бранденбургские ворота (Brandenburgskije worota), das von Boris Babotschkin inszeniert wurde. Neben seinem Wirken auf der Bühne begann Dudorow ab 1953 auch die Grundlagen der Regie zu erlernen und fungierte als Assistent von Erast Pawlowitsch Garin, Konstantin Naumowitsch Woinow und Jewgeni Jefimowitsch Teterin. 
Als Filmdarsteller war der dunkelhaarige Mime erstmals 1940 in Der helle Weg zu sehen, die nächste Rolle folgte jedoch erst 1947 in Frühling. Bis Ende der 1960er Jahre trat Dudorow als Nebendarsteller in 20 Werken auf, als seine wichtigste Rolle gilt die des Richters in Tatjana Liosnowas Melodram Евдокия (Jewdokija, 1961). Außerdem synchronisierte er Herwart Grosse in der russischsprachigen Fassung von Robert Mayer – Der Arzt aus Heilbronn.
Sein Debüt als Filmregisseur gab Dudorow mit dem 1958 erschienenen Märchen Звёздный мальчик (Swjosdny maltschik), einer Adaption von Das Sternenkind. Auf die Mosfilmproduktion folgten bis 1971 noch fünf Projekte, darunter eine Kurzfilmverarbeitung von Nach dem Ball (1961). Mehr als 20 Jahre wirkte Dudorow außerdem als Regisseur des zweiten Stabes und Assistent, u. a. für Larissa Schepitko, Bohdan Poręba und Ali Chamrajew.

## Theaterdarsteller (Auswahl)
- Бранденбургские ворота (Brandenburgskije worota) – von Michail Swetlow
- Frühstück beim Anführer (Sawtrak u predwoditelja) – von Iwan Turgenew
- Софья Ковалевская (Sofja Kowalewskaja) – von Leonid Dawidowitsch Tur und Pjotr Lwowitsch Tur
- Флаг адмирала (Flag admirala) – von Alexander Petrowitsch Stein
- Mädchen ohne Mitgift
- Смерти Пазухина (Smerti Pasuchina) von Michail Saltykow-Schtschedrin
- Das Mandat (Mandat) – von Nikolai Erdman

## Filmografie (Auswahl)
- 1940: Der helle Weg (Swetly put) – Darsteller
- 1947: Frühling (Wesna) – Darsteller
- 1948: Die junge Garde (Molodaja gwardija) – Darsteller
- 1948: Der wahre Mensch (Powest o nastojaschtschem tscheloweke) – Darsteller
- 1952: Aus dem Tagebuch einer Ärztin (Selski wratsch) – Darsteller
- 1953: Feindlicher Wirbelwind (Wichri wraschdebnyje) – Darsteller
- 1953: Segel im Sturm (Admiral Uschakow) – Darsteller
- 1954: Feuertaufe (Schkola muschestwa) – Darsteller
- 1954: Reise mit Hindernissen (Wernye drusja) – Darsteller
- 1954: Der Ersatzspieler (Sapasnoi igrok) – Darsteller
- 1957: Хождение по мукам – Сёстры (Choschdenije po mukam – Film 1: Sjostry) – Darsteller
- 1959: Wanja erobert Neuland (Iwan Browkin na zeline) – Darsteller
- 1959: Du mußt mir vertrauen (Wanja) – Regisseur
- 1960: Хмурый Вангур (Chmury Wangur) – Regisseur
- 1961: Евдокия (Jewdokija) – Darsteller
- 1966: Flügel (Krylja) – Regieassistent
- 1969: Der Kronzeuge (Glawny swidetel) – Regieassistent
- 1979: Nahe Ferne (Bliskaja dal) – Regieassistent
- 1983: Heißer Sommer in Kabul (Scharkoje leto w Kabule) – Regisseur des zweiten Stabes